# شهرستان المظفر
ناحیهٔ المظفر (به عربی: مدیریة المظفر) یک ناحیه در یمن است که در استان تعز واقع شده‌است.

## خصوصیات
ناحیهٔ المظفر ۱۴۶٬۲۵۹ نفر جمعیت دارد.